# Гинтер фон Клуге
Гинтер Адолф Фердинанд фон Клуге (Познањ, 30. октобар 1882 — Мец, 17. август 1944) био је немачки фелдмаршал, који је био један од најспособнијих Хитлерових команданата на Источном фронту. Осим на Источном фронту, учествовао је у Пољској и Француској кампањи. Након тога је колебљиво учествовао у завери против Хитлера.

## Биографија
Клуге је рођен у аристократској породици и служио је у Немачкој војсци током Првог светског рата. Након завршетка војне академије, служио је у генералштабу у периоду између 1910. и 1918. године. У међуратном периоду је брзо напредовао у служби. До чина пуковника је стигао 1930. године, а генерал мајора три године касније. Чин генерал-потпуковника је стекао годину дана касније, а команду над корпусом је добио 1935. године,чин артиљеријског генерала добио је у августу 1936. Био је заинтересован за мобилно ратовање, чиме је стекао Хитлерово поштовање, и осигурао свој напредак у служби.
Био је поштовалац тадашњег команданта армије Вернера фон Фрича, који је пензионисан због оптужби да је хомосексуалац. Због доброг односа са Фричом, и сам Гинтер је послат у пензију у фебруару 1938. године. Како се рат приближавао, тако је Гинтер враћен из пензије, и већ крајем 1938. када је преузео команду над шестом групом армија, стационираном у Хановеру.
Клугеу се нису свиђали Хитлерови најближи сарадници, који су били огрезли у криминалу и корупцији, и био је згрожен прогоном Јевреја. Био је један од официра у генералштабу коме се није свиђала Хитлерова политика која је позивала на ратовање. Али ће и он, као и већина других прихватити Хитлера, пошто су победе почеле да се нижу једна за другом. Када је рат са Пољском дошао на ред, Клуге је тврдио да се не слаже са Версајским споразумом, по коме је Немачка морала да препусти одређене територије Пољској.
Током Пољске кампање, Клуге се показао као одличан познавалац стратегије на бојном пољу, и са својом армијом је први стигао до реке Висле. Али ипак је исказао гађење према акцијама снага Рајнхарда Хајдриха против Јевреја.
На Западном фронту се исказао иновативношћу и храброшћу са којом је употребљавао панцер дивизије. Изградио је близак пријатељски и професионални однос са Ервином Ромелом, који је у тим борбама био подређен Клугеу. Хитлер је 19. јула 1940. године Клугеа унапредио у чин фелдмаршала, и одабрао га да помаже у организацији напада на Совјетски Савез. Пребачен је у групу армија Центар којом је командовао Федор фон Бок.

### Завера против Хитлера
Као и многи други, ни Клуге није успео да убеди Хитлера да не преусмерава велике оклопне снаге на исток Украјне и према Лењинграду. Био је шокиран зато што је Хитлер очекивао да се Москва освоји са доста ослабљеним панцер јединицама. Након што је Хитлер одбио да дозволи ограничено повлачење током битке за Москву и како није имао саосећања према војницима, Клуге је почео да сумња у његову психичку стабилност.
У јуну 1942. Бок је због болести привремено смењен са места команданта Групе армија Југ, а Хитлер је Клугеа поставио на његово место у децембру 1941.. Штаб је био у Смоленску, где је службовао и Хенинг фон Тресков, који је до тад већ много официра увукао у заверу против Хитлера. Завреници из групе армија Центар су убедили Клугеа да је једини начин да се спасе Немачка је да се Хитлер физички елиминише.
Клуге је пристао на план да се Хитлер намами у штаб групе армија Центар у Смоленску, где су завереници планирали да га убију. Али када је сазнао да је план био да неко упуца Хитлера, он се успротивио. Сматрао је да то не иде на част немачком официру. Због његовог неслагања, план је обустављен.
Хитлер је 29. јуна 1944. сменио Герда фон Рундштета са места врховног команданта снага у западној Европи, и на његово место поставио Клуега. Он је тиме стекао могућност да заверенике снабдева свим информацијама везаним за Хитлерово кретање. Али, након неколико дана проведених са Хитлером, он је опет почео да верује да само Хитлер може спасити Немачку. Рундштет и Ромел нису били тиме задовољни.
Након посете Ромеловом штабу, и пошто је Ромел сазнао за новонастало ситуацију, он је побеснео и рекао Клугеу да обиће јединице на западном фронту. Након инспекције трупа, Клуге се вратио на страну завереника. 16. јула Ромел и Клуге су добили информацију, да је Клаус фон Штауфенберг, ушао у ближи круг Хитлерових сарадника и да је био спреман да убије Хитлера. Након тога, власт би преузела влада на челу са Лудвигом Беком и Карлом Горделером, која би преговарала око потписивања мира. Клуге је обећао помоћ само у случају да Хитлер буде убијен, а Ромел је обећао помоћ чак и у случају да се његов командант не сложи са завером.
Велики ударац за заверенике је био то што је Ромел сутрадан тешко рањен, чиме им је једина подршка остао Клуге. 19. јула у Паризу, Клугеу је речено да ће завера бити сутра спроведена у дело, а Клуге им је обећао помоћ. Упркос неуспеху Јулске завере, генерал Карл-Хајнрих фон Штилпнагел је испунио свој задатак, и ухапсио цео контингент СС и Гестапо јединица у Паризу. Када је Клуге чуо за неуспех атентата, није се очекивала помоћ са његове стране. Ипак, Штилпнагел није тако лако хтео да одустане. Он се одвезао до Клугеовог штаба у пратњи свог ађутанта пуковника Цезара фон Хофакера. Хофакер је рекао Клугеу да он под својом командом има целокупну немачку војску на Западном фронту, коју може да покрене у устанак против Хитлера. У најмању руку, могао је да преда целу војску, и да тиме олакша савезницима пробој до Берлина. Али Клуге на то није ништа рекао. Када је Штилпнагел инсистирао, Клуге му је запретио хапшењем.

### Сукоб са Хитлером и смрт
Битка за Нормандију се развијала веома неповољно за Немце, и Клуге је молио Хитлера да повуче армије на обале Рајне, и да ту држе положаје, али је Хитлер то одбио. 15. августа, када су савезничке трупе упале дубље у положаје Групе армија Запад, Клуге је напустио штаб и почео да размишља о предаји.
За то време, у Хитлеровом штабу је пресретнута америчка радио порука, у којој се питало где се налази Клуге. Хитлер је одмах посумњао да Клуге жели да преговара о миру. Такође се знало да је истог дана и генерал Патон био ван свог штаба, и да је наводно покушао да ступи у контакт са немачким представником, али да се он није појавио. Такође, начелник обавештајне службе генерала Монтгомерија је потврдио да је Клуге нестао, и да се његов позив очекује.
Када су Клугеа из Хитлеровог штаба питали зашто се целог дана није јављао, он је рекао да је његов ауто са комуникационом опремом био погођен. Хитлер му није поверовао и одмах га је сменио и на његово место поставио фанатичног нацисту Валтера Модела. Клуге је након тога одлучио да се врати у Немачку. На путу за Немачку је починио самоубиство, јер је био убеђен да ће успети да га повежу са неуспелом завером против Хитлера.